# Karmelo Zazinović
Karmelo Zazinović (* 15. Juli 1914 in Krk; † 5. März 1997 ebenda) war von 1968 bis 1989 römisch-katholischer Bischof des Bistums Krk (Kroatien) und als solcher Konzilsvater des Zweiten Vatikanischen Konzils.

## Leben und Wirken
Zazinović wurde am 29. Juni 1937 in Krk zum Priester geweiht. Von 1948 bis 1957 war er Kaplan in Punat und Omišalj und von 1957 bis 1961 in Mali Lošinj. Von 1950 bis 1955 unterrichtete er Kirchengeschichte in Rijeka. Papst Pius XII. ernannte ihn zum päpstlichen Hausprälaten.
Am 18. Januar 1961, von Johannes XXIII. zum Titularbischof von Lebessus und Weihbischof von Krk ernannt, empfing er am 23. April die Bischofsweihe durch den Bischof von Krk Josip Srebrnić. Mitkonsekratoren waren Viktor Burić, Bischof von Senj und Frane Franić, Erzbischof von Split-Makarska.
Zazinović nahm an allen vier Sitzungsperioden des Zweiten Vatikanischen Konzils teil. Dort trat er, selbst aus der glagolitischen Tradition kommend, für die Verwendung der Muttersprache in der Liturgie und die Aufwertung des Kollegiums der Bischöfe im Verhältnis zum Papst ein.
Am 16. Januar 1968 ernannte ihn Paul VI. zum Diözesanbischof von Krk. Am 21. April 1968 nahm er seine Diözese feierlich in Besitz.
Er hat Josip Bozanić am 29. Juni 1975 zum Priester und am 10. Mai 1989 als Mitkonsekrator zum Bischof geweiht. Bozanić folgte ihm am 14. November 1989 als Bischof von Krk nach und ist seit 5. Juli 1997 Erzbischof von Zagreb.